# Amelanchier asiatica
Amelanchier asiatica là loài thực vật có hoa trong họ Hoa hồng. Loài này được (Siebold & Zucc.) Endl. ex Walp. mô tả khoa học đầu tiên năm 1843.

## Hình ảnh

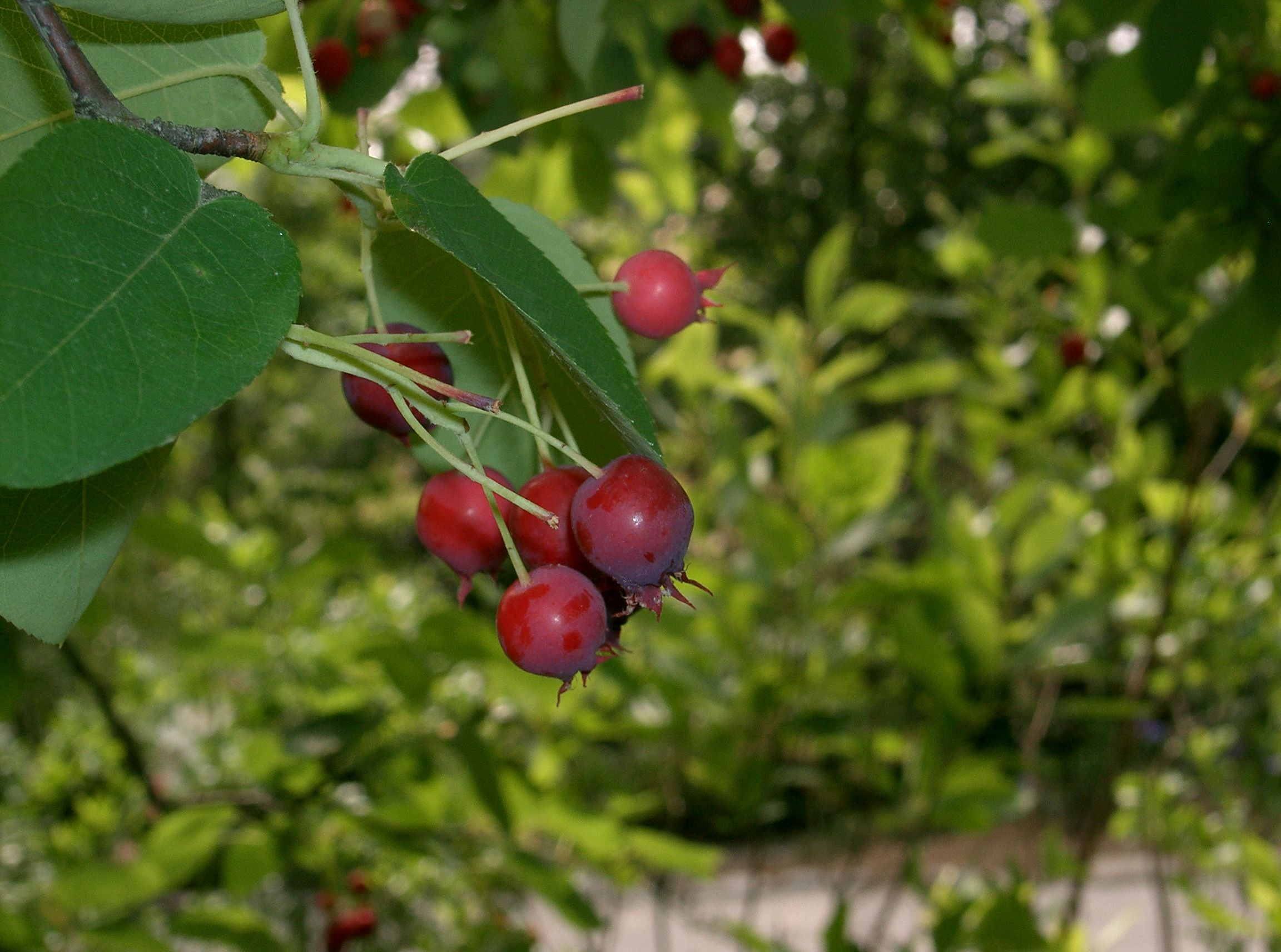
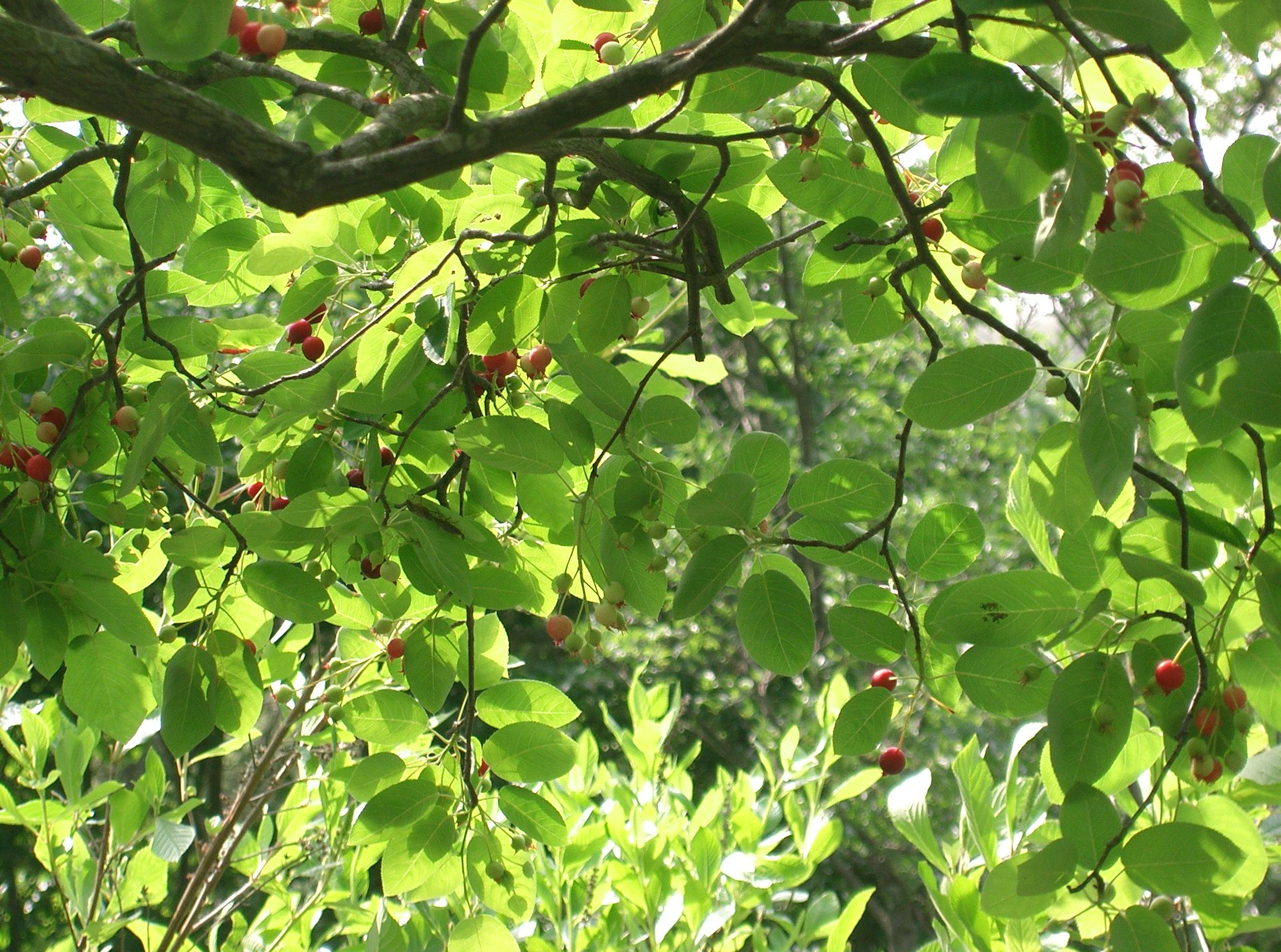
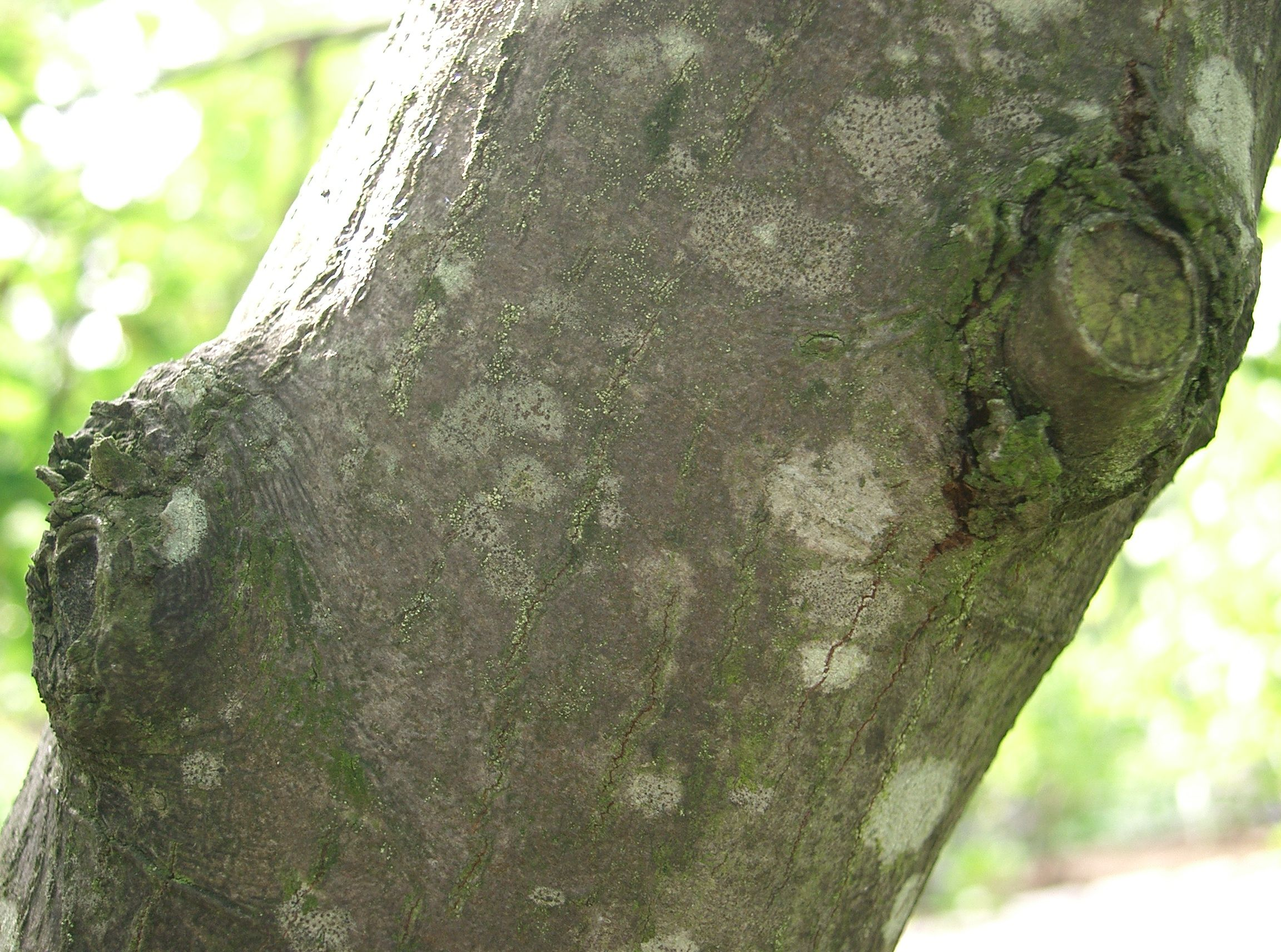
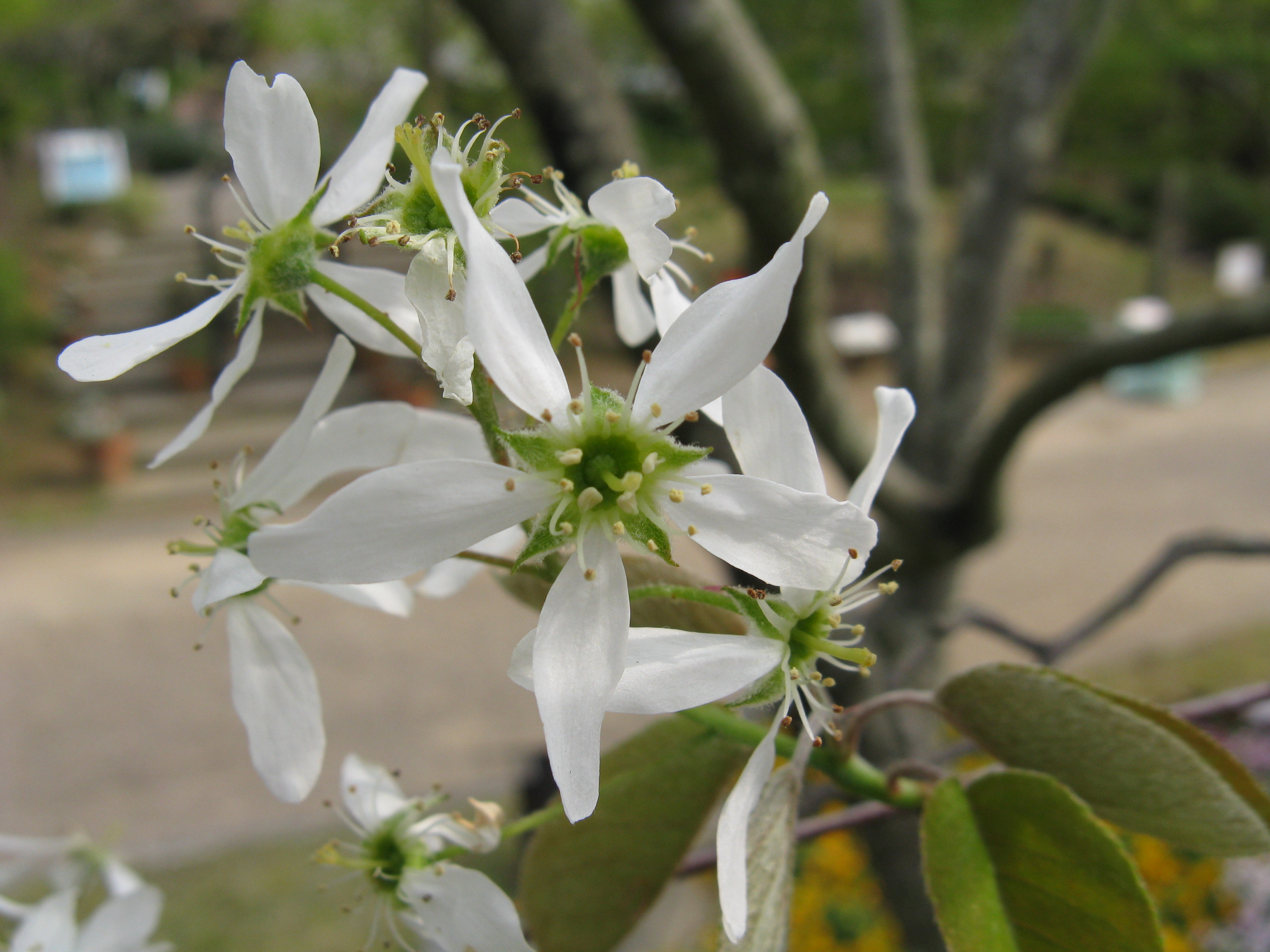